# مثبط بيتا-لاكتاميز
مثبطات البيتا-لاكتاميز أو مثبطات البيتالاكتاماز هي مركبات فعالة تجاه البكتيريا التي تملك إنزيم بيتا لاكتاماز.
ويمكن تصنيف الادوية عن طريق نوع المادة الكيميائية من العنصر النشط أو الطريقة التي يتم استخدامها لعلاج الحالة المعينة. ويمكن تصنيف كل دواء في واحدة أو أكثر من أصناف الأدوية. مثبطات البكتيريا المنتجة البيتا لاكتاماز تقف في طريق نشاط إنزيمات بيتا لاكتاماز.

## المركبات
تعرف بمثبطات انزيم بيتا لاكتمايز
1. حمض الكلافولانيك
2. تازوباكتام
3. سولباكتام

إن حمض الكلافولانيك هو مثبط قوي تجاه هذا الأنزيم، لكنه ليس لديه فعالية لوحد، فيتم تويفه مع الأموكسيسيلين ليصبح فعال فموياً ضد الإنتانات بالبكتيريا المفرزة للبيتالاكتاماز والمؤثرة في الجهاز التنفسي والبولي. ويتوفر في كثير من المستحضرات التجارية.
كما تتوفر الآن مثبطات أخرى تتضمن سولباكتام وتازوباكتام وكذلك تولف مع الأمبيسيلين في مستحضرات تجارية.

## البكتيريا المنتجة البيتا لاكتاماز
البكتيريا التي يمكن أن تنتج بيتا لاكتاماز تتضمن، ولكنها لا تقتصر على:
- المكورات العنقودية
- المعوية
- المستدمية النزلية
- النيسرية البنية
- الكلبسيلة الرئوية
- الليمونية
- المورقنيلا